# Иванов, Иван Михайлович (велогонщик)
Иван Михайлович Иванов (род. 1960) — советский чувашский спортсмен-велогонщик.
Мастер спорта СССР (1978) и мастер спорта СССР международного класса (1987) по велосипедному спорту.

## Биография
Родился 9 мая 1960 года в деревне Новое Муратово Урмарского района Чувашской АССР.
Воспитанник Урмарской Детско-юношеской спортивной школы и Чебоксарской школы высшего спортивного мастерства. Окончил Канашское педагогическое училище в 1979 году.

### Карьера
Иванов был чемпионом Чувашии, победителем этапов шоссейных велогонок 8-й летней Спартакиады народов РСФСР (1983) и 8-й летней Спартакиады народов СССР (1983); стал чемпионом СССР (1982) и серебряным призёром Кубка СССР (1985) по велогонкам.
Первым из спортсменов Чувашии участвовал в международных соревнованиях профессиональных велогонщиков. Иностранцы дали ему прозвище «царь Иван», а также называли «горным королем».
Иванов стал профессионалом в 1989 году и оставался им до 1993 года. На Вуэльте Испании 1989 года он финишировал шестым в общем зачете и выиграл один этап. В следующем году он занял восьмое место и выиграл ещё один этап в 1991 году. Также Иван Иванов участвовал в Тур де Франс 1990 года, но не добрался до финиша гонки.